# Wiktor Poganowski
Wiktor Ołeksandrowycz Poganowski (ukr. Віктор Олександрович Погановський, ur. 23 listopada 1949 we wsi Warwariwkam obecnie części Mikołajowa) – ukraiński jeździec sportowy. Złoty medalista olimpijski z Moskwy. 
Specjalizował się w konkurencji skoków przez przeszkody. Igrzyska w 1980 były jego jedyną olimpiadą. W konkursie indywidualnym zajął piąte miejsce, w drużynie triumfował. Partnerowali mu Wiktor Asmajew, Wiaczesław Czukanow i Nikołaj Korolkow. W igrzyskach tych udziału nie brali jeźdźcy z niektórych krajów Zachodu, należący do światowej czołówki. 

## Starty olimpijskie (medale)
Moskwa 1980
- skoki przez przeszkody, konkurs drużynowy (na koniu Topkij) –  złoto